# Радванський десант
Радванський десант — тактичний десант, здійснений катерами Дунайської військової флотилії під час Віденської операції, здійснюваної 2-м (маршал Родіон Малиновський) та 3-м Українськими фронтами (маршал Федір Толбухін).

## Планування та підготовка до операції
Віденська операція почалася 16 березня 1945 року, радянські війська розбили угрупування німецько-угорської частини групи армій «Південь» (командував генерал піхоти Отто Велер) на угорському — правому — березі Дунаю — поблизу міст Естерґом й Тата (Естерґомський десант). Проте на словацькому — лівому березі Дунаю — підрозділи 8-ї німецької армії під керівництвом генерала гірських військ Ханса Крейзінга продовжували оборонятися та зупинили наступ 7-ї гвардійської армії (командувач — генерал-полковник Михайло Шумилов) 2-го Українського фронту.
З метою досягти перелому в бойових діях командуючий фронтом віддає наказ командиру Дунайської військової флотилії контр-адміралу Георгію Холостякову підготувати проведення річкового десанту в прибережному населеному пункті Радван-над-Дунаєм (Radvaň nad Dunajom) — 30 км вверх за течією від Парканя. Оскільки терміни для підготовки десанту були надто стислі, частини морської піхоти, що виділялися для проведення десанту до призначеного терміну не встигли прибути до відведеного місця десантування в угорському містечку Несмей, що зірвало нічне висадження. По цьому командуючий флотилією приймає рішення провести операцію 28 березня, того дня до обіду проводилися максимальні зусилля по ліквідації німецької оборони зосередженим артилерійським вогнем та повторюваними авіаційними ударами на ділянці висадки.

## Проходження бойових дій
Висадження десанту покладалося на 2-гу бригаду бронекатерів Дунайської флотилії — 13 артилерійських катерів, командир бригади та висадки — капітан другого рангу Олександр Аржавкін. До групи прикриття десанту вся артилерія флотилії та значні сили фронтової артилерії; перехід кораблів відбувався під артилерійсько-мінометним обстрілом противника.
В першому ешелоні десантування був 305-й окремий батальйон морської піхоти — 450 вояків, по тому окремими рейсами до 17-ї години була доставлена уся 83-тя окрема бригада морської піхоти — 1700 бійців на чолі з полковником Л. К. Смирновим; мала на озброєнні і артилерію й міномети.
Першопочатково десантниками були захоплені ворожі берегові укріплення по тому силами бригади були вибиті сили противника з населених пунктів Моча й Радвань. Оговтавшись після ефекту несподіванки та підтягнувши додаткові сили, вояки противника неодноразово переходили в атаки. Однак німецько-угорські сили знаходилися в умовах одночасного радянського удару головними силами з фронту та десантом із тилу, окрім того радянська авіація завдавала постійних ударів по комунікаціям, тому не змогли зосередити значні сили для знищення десанту.
Після відбиття розрізнених атак противника десантні сили починають просування назустріч наступаючим частинам 7-ї гвардійської армії. Після появи радянських сил в тилу німецько-угорські підрозділи починають відходити. Вранці 30 березня десантники виходять на околицю міста Комарно та протягом дня із передовими частинами 7-ї гвардійської армії зайняли його. У часі бою в порту Комарна катери флотилії двічі висаджували десантні групи, котрі відіграли свою роль в успішному перебігу наступу.
Зайняття Комарна та Радвані прискорило просування радянських військ північним берегом Дунаю до Братислави.
В братській могилі у місті Несмей (медьє Комаром-Естерґом) поховано 16 радянських вояків.